# Solanum trifolium
Solanum trifolium är en potatisväxtart som beskrevs av Michel Félix Dunal. Solanum trifolium ingår i släktet skattor som ingår i familjen potatisväxter. Inga underarter finns listade i Catalogue of Life.